# Jorge Abrí-Dezcallar y Moisi
Jorge Abrí-Dezcallar i Moisi, marquès del Palmer, fou un aristòcrata i polític balear. Era fill de Guillem Abrí Descatlar i Montis, i es casà amb María Luisa Machimbarrena y Aguirrebengoa. Fou elegit diputat del Partit Conservador per Palma a les eleccions generals espanyoles de 1896.